# Újlengyel
Újlengyel je vas na Madžarskem, ki upravno spada pod podregijo Dabasi Županije Pešta.